# Macroglossum stellatarum
Macroglossum stellatarum, kolibrić, je makromoljac iz porodice ljiljaka (Sphingidae). Uprkos svojoj taksonomskoj pripadnosti, dnevni je letač kao i mnogi, te izraz u širokoj upotrebi noćni leptir  nije adekvatan.
Svoj tradicionalni naziv dobio je zahvaljujući energičnom letu, mogućnosti lebdenja nad biljkom kojom se hrani i pratećem zvuku koji pritom proizvodi. Ovakve sličnosti sa kolibrijem primer su konvergentne evolucije.

## Rasprostranjenje i stanište[2]
Kolibrić je prisutan u pojedinim delovima Azije i Afrike i širom Evrope. Jedan je od predstavnika svog reda koji prezimljava u stadijumu adulta, što nije veoma često u neformalnoj kategoriji moljaca i noćnih leptira. Migrantska je vrsta, mada je preživljavanje sve uspešnije usled globalnog zagrevanja i blažih zimskih vremenskih uslova U Srbiji je često susretan, s obzirom na to da nema preference po pitanju staništa i pojavljuje se kako na šumskim ivicama i čistinama, tako i u urbanim i suburbanim staništima. Biljke hraniteljke gusenice su iz porodice Rubiaceae, broćeva, a kao najčešća beleži se Gallium verum (ivanjsko cveće).

## Opis vrste[4]
Vrstu Macroglossum stellatarum prvi je opisao Karl Line u svom delu Systema naturae, 1758. godine.

### Razvojni stadijumi i životni ciklus
U zavisnosti od geografskog područja, ima nekoliko generacija godišnje. Dužina trajanja svakog od razvojnih stadijuma određena je klimatskim uslovima. Jaje je sferično, sjajno i bledo zeleno. Nalikuje na cvetne pupoljke biljke hraniteljke, među koje i biva položeno. Gusenice prolaze kroz četiri presvlačenja i pet larvenih stupnjeva. Gusenice prvog stupnja su zelene boje, a integument im je prekriven crnim, papiloznim osnovama seta. Uočljiv je i, u odnosu na telo krupan, trnoliki izraštaj ili rog tipičan za familiju, crne boje. Po prvom presvlačenju, papilozne osnove seta više nisu tako izražene, ali su gušće i beličaste. Treći larveni stupanj karakteriše pojava izraženim belih mediodorzalnih linija koje se slivaju u predelu roga. Pored toga, gusenica je markirana i belim subspirakularnim linijama. Pri narednom presvlačenju, rog je crn samo pri vrhu. Zrela gusenica zadržava prethodno opisane markacije, a rog ima više boja, od plave, do krem i crne pri vrhu. Pred ulutkavanje, gusenica menja karakterističnu zelenu  boju u mrku skladu sa podlogom. Lutka može biti plitko ukopana ili zaštićena steljom ili korom drveća, bledo smeđe boje.

### Adult i ponašanje[6]
Raspon krila je do 45mm. Prednja krila mrka, sa crnim markacijama, zadnja krila narandžaste boje. Njihove složene oči bile su veoma čest subjekat istraživanja u biološkim studijama. Dnevni su letači, a vrlo često lete i po lošim vremenskim uslovima. Snažno su privučeni nektarom biljaka iz rodova Jasminum, Buddleia, Primula, Viola, Syringa, Verbena, Echium i slično. Za razliku od ostalih pripadnika porodice ljiljaka, parovi u toku kopulacije sposobni za let nalik dnevnim leptirima.
- Gusenica pretposlednjeg larvenog stupnja
- Sveže ulutkana jedinka